# Motín de los ceclavineros

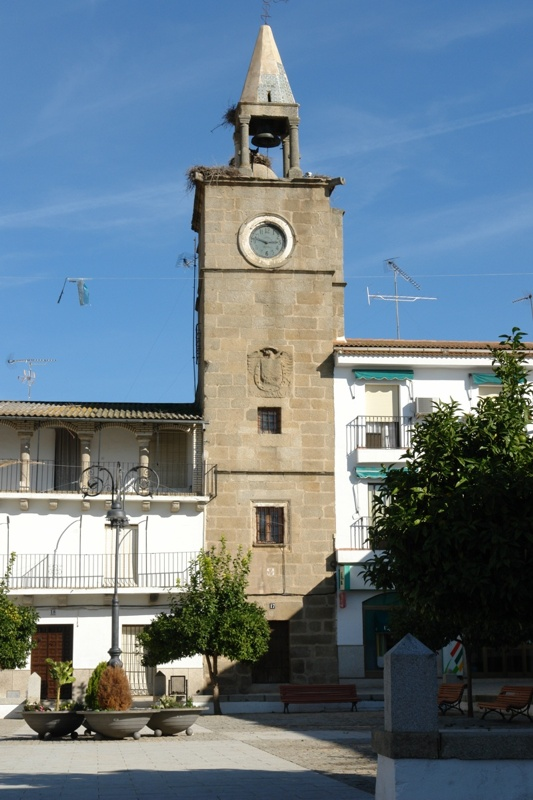
Torre del reloj de Ceclavín.

El Motín de los ceclavineros fue un hecho histórico ocurrido en el pueblo rayano de Ceclavín (Cáceres) en 1755 investigado y rescatado por el historiador y profesor de la Universidad de Extremadura Miguel Ángel Melón Jiménez, a raíz del estudio sobre el comercio entre España y Portugal, indagando en el Archivo General de Simancas.

## El motín
El suceso empezó en enero de 1755 cuando el administrador de rentas de Alcántara, conocedor del tráfico de contrabando que se realizaba por esta zona, pretendió llevar a cabo un registro con una partida de escopeteros en la casa de unos conocidos contrabandistas ceclavineros. Hubo resistencia y disparos, a lo que acudieron unos seiscientos vecinos con escopetas. Los vigilantes del contrabando tuvieron que marcharse, no sin dificultades. 
Pero la respuesta a lo acontecido no se hizo esperar. Se planeó infligir un escarmiento claramente desmesurado para impedir que surgieran otros focos en la frontera. De esa forma hicieron su entrada en Ceclavín, que era  un núcleo pequeño de población, hasta un total de 1.300 soldados entre el Batallón de Infantería de Milán y granaderos del Regimiento de Dragones de la Reina, recorriendo la calle principal, con bayoneta calada, el batallón, y sable en mano, los granaderos.
Los implicados en el tumulto habían huido al otro lado de la frontera, a Salvaterra do Extremo, cruzando el río Erjas; abandonando sus casas y dejando sus pertenencias y mercancías escondidas en el convento de Santa Clara de Ceclavín.

Mientras tanto, en el pueblo ocupado se estaban sucediendo desmanes, destrucción de propiedades, enfrentamientos armados con vecinos... Se instauró el toque de queda y en la plaza, al pie de la Torre del Reloj, se levantó un patíbulo. El mariscal Armendáriz, encargado de llevar a cabo la represión, redactó las sentencias para los protagonistas del motín, a cumplir según fuesen siendo apresados. Cerca de sesenta personas eran condenadas a diferentes penas desde multas, azotes, expropiación de bienes, años en presidio, trabajos forzados, galeras de por vida, hasta la horca..

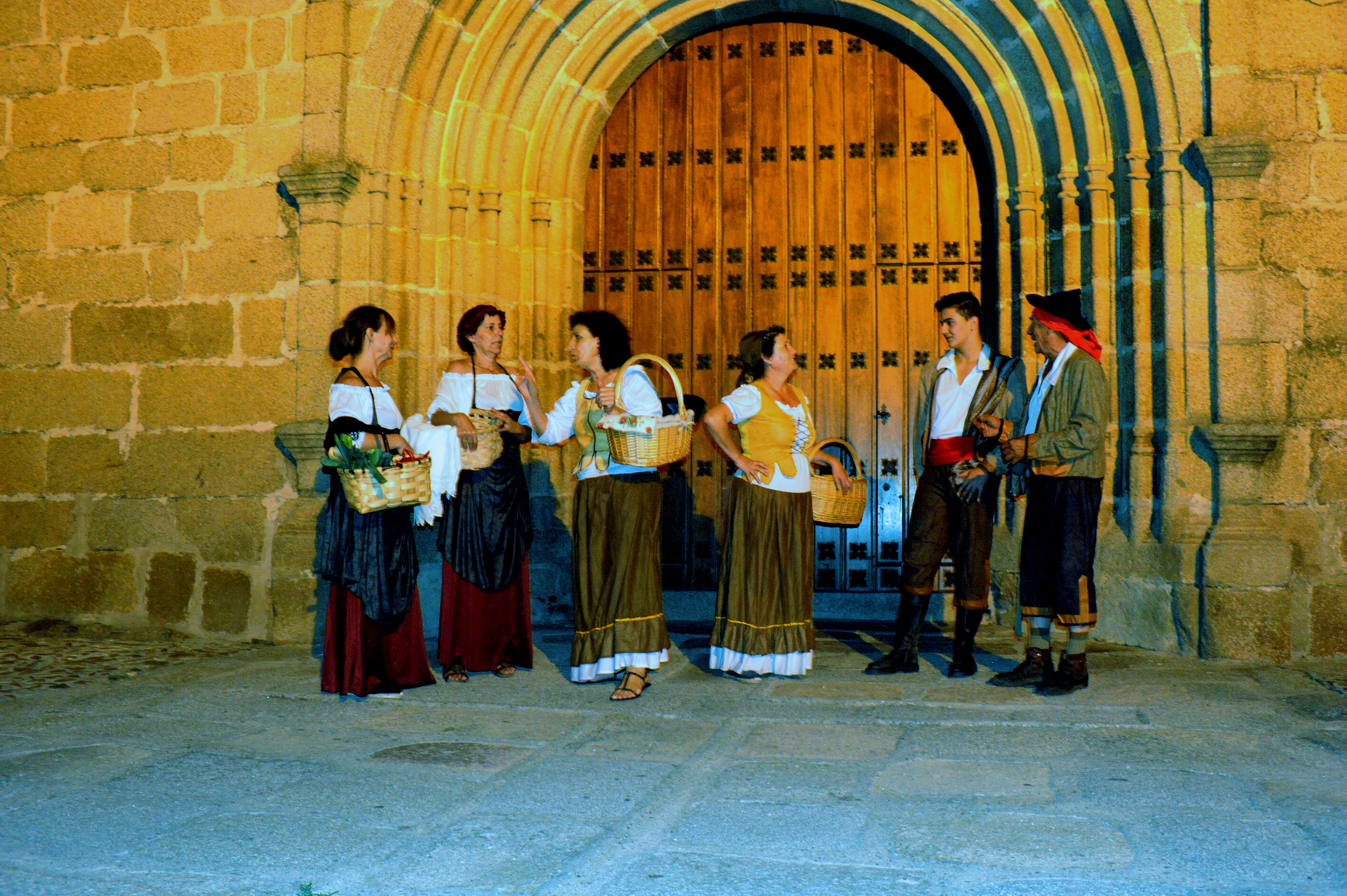
Ceclavineros paseando por las calles de Ceclavín en un descanso.

Armendáriz ideó medidas reformadoras para la población de Ceclavín, que de haberse cumplido todos los términos, tan duros, de la represión, Ceclavín hubiera estado expuesto a ser borrado literalmente de la faz de la Tierra. 
Pero el destino iba a trazar un desenlace bien distinto, Armendáriz no pudo ver ejecutadas sus órdenes porque un mes después de firmar las sentencias, le sobrevino de repente la muerte (¿envenenado?). Por otra parte, ya había pasado tiempo sin apenas haber podido detener a los fugitivos o capturar importantes alijos. Dicen que era difícil de reconocer a los ceclavineros huidos, pues habían trocado su habitual vestimenta, chambra y sombrero ceclavinero, por jaquetillas, botonaduras y monterillas andaluzas y valencianas. 
Los acontecimientos se precipitaron aún más. La mañana del día de Todos los Santos, de aquel fatídico año de 1755, tuvo lugar el terrible terremoto de Lisboa, el terremoto más destructivo que ha afectado a la Península. Lisboa quedó casi totalmente arrasada y sus efectos devastadores se hicieron notar en numerosos lugares. 
El Ministro de la Guerra ordenó a las autoridades de Extremadura que, con motivo de los funestos efectos del terremoto y la necesidad en que este incidente ponía a aquel reino de apelar a España para procurarle remedio, se facilitara a los naturales de Extremadura el libre tránsito de víveres y géneros hacia Portugal. 
En definitiva, transcurrido un año del inicio de estos acontecimientos, solo se había logrado detener a unos pocos de los contrabandistas, el resto de las condenas se habían dejado invalidadas desde la Corte, y numerosos vecinos seguían con su actividad de contrabando, tal como se venía realizando desde tiempo inmemorial en la Raya hispanoportuguesa, El pueblo había vuelto a su tranquilidad. 
A partir del año 2014, este acontecimiento histórico es representado por el propio pueblo en sus fiestas de verano. El último año (2015) la representación tuvo lugar el 22 de agosto. 